# Campionati italiani invernali di nuoto 2022
I XXV Campionati italiani invernali di nuoto in vasca corta (nome ufficiale, per ragioni di sponsorizzazione, Campionato invernale Frecciarossa in vasca corta) si sono svolti a Riccione tra il 10 e  l'11 novembre 2022. 
Le gare sono state disputate in serie.

## Podi

### Uomini
| Evento       | Oro                   | Tempo    | Argento            | Tempo    | Bronzo                | Tempo    |
| Stile libero |                       |          |                    |          |                       |          |
| 50 m         | Leonardo Deplano      | 21"38    | Alessandro Miressi | 21"40    | Manuel Frigo          | 21"85    |
| 100 m        | Alessandro Miressi    | 46"41    | Paolo Conte Bonin  | 46"46    | Giovanni Carraro      | 47"26    |
| 200 m        | Marco De Tullio       | 1'44"21  | Matteo Ciampi      | 1'44"24  | Stefano Di Cola       | 1'44"29  |
| 400 m        | Matteo Ciampi         | 3'39"31  | Marco De Tullio    | 3'39"89  | Matteo Lamberti       | 3'41"38  |
| 800 m        | Davide Marchello      | 7'41"49  | Filippo Bertoni    | 7'41"56  | Luca De Tullio        | 7'42"73  |
| 1500 m       | Ivan Giovannoni       | 14'42"76 | Luca De Tullio     | 14'44"40 | Davide Marchello      | 14'47"21 |
| Dorso        |                       |          |                    |          |                       |          |
| 50 m         | Lorenzo Mora          | 23"25    | Matteo Milli       | 23"50    | Michele Busa          | 23"74    |
| 100 m        | Lorenzo Mora          | 49"98    | Matteo Rivolta     | 50"40    | Michele Lamberti      | 51"51    |
| 200 m        | Lorenzo Mora          | 1'50"23  | Matteo Restivo     | 1'54"11  | Michele Lamberti      | 1'54"24  |
| Rana         |                       |          |                    |          |                       |          |
| 50 m         | Simone Cerasuolo      | 25"90    | Fabio Scozzoli     | 26"18    | Federico Poggio       | 26"74    |
| 100 m        | Simone Cerasuolo      | 57"04    | Fabio Scozzoli     | 57"83    | Gabriele Mancini      | 57"89    |
| 200 m        | Gabriele Mancini      | 2'04"77  | Stefano Saladini   | 2'06"07  | Alessandro Fusco      | 2'06"48  |
| Farfalla     |                       |          |                    |          |                       |          |
| 50 m         | Matteo Rivolta        | 22"43    | Michele Busa       | 22"93    | Simone Stefanì        | 23"03    |
| 100 m        | Matteo Rivolta        | 49"49    | Simone Stefanì     | 50"43    | Christian Ferraro     | 50"88    |
| 200 m        | Alberto Razzetti      | 1'52"49  | Giacomo Carini     | 1'52"96  | Christian Ferraro     | 1'53"19  |
| Misti        |                       |          |                    |          |                       |          |
| 100 m        | Marco Orsi            | 52"62    | Lorenzo Glessi     | 53"32    | Nicolò Franceschi     | 54"36    |
| 200 m        | Alberto Razzetti      | 1'54"06  | Lorenzo Glessi     | 1'54"70  | Pier Andrea Matteazzi | 1'56"81  |
| 400 m        | Pier Andrea Matteazzi | 4'09"79  | Pietro Paolo Sarpe | 4'10"34  | Simone Spediacci      | 4'11"00  |

### Donne
| Evento       | Oro                  | Tempo    | Argento              | Tempo    | Bronzo                | Tempo    |
| Stile libero |                      |          |                      |          |                       |          |
| 50 m         | Silvia Di Pietro     | 24"10    | Chiara Tarantino     | 24"38    | Sara Curtis           | 24"80    |
| 100 m        | Chiara Tarantino     | 53"35    | Costanza Cocconcelli | 53"55    | Giulia D'Innocenzo    | 54"22    |
| 200 m        | Margherita Panziera  | 1'57"07  | Alice Mizzau         | 1'58"03  | Giulia Vetrano        | 1'58"09  |
| 400 m        | Giordana Artic       | 4'07"46  | Antonietta Cesarano  | 4'07"53  | Noemi Cesarano        | 4'07"56  |
| 800 m        | Simona Quadarella    | 8'15"01  | Isabella Sinisi      | 8'24"00  | Antonietta Cesarano   | 8'25"10  |
| 1500 m       | Simona Quadarella    | 15'41"79 | Isabella Sinisi      | 16'06"34 | Alisia Tettamanzi     | 16'17"75 |
| Dorso        |                      |          |                      |          |                       |          |
| 50 m         | Silvia Scalia        | 26"54    | Elena Di Liddo       | 26"74    | Costanza Cocconcelli  | 26"86    |
| 100 m        | Silvia Scalia        | 56"78    | Margherita Panziera  | 57"90    | Martina Cenci         | 58"25    |
| 200 m        | Martina Cenci        | 2'05"16  | Federica Toma        | 2'07"41  | Alessia Bianchi       | 2'08"36  |
| Rana         |                      |          |                      |          |                       |          |
| 50 m         | Benedetta Pilato     | 29"71    | Martina Carraro      | 29"98    | Arianna Castiglioni   | 30"17    |
| 100 m        | Benedetta Pilato     | 1'04"66  | Arianna Castiglioni  | 1'05"02  | Martina Carraro       | 1'05"20  |
| 200 m        | Martina Carraro      | 2'21"11  | Francesca Fangio     | 2'21"32  | Lisa Angiolini        | 2'21"97  |
| Farfalla     |                      |          |                      |          |                       |          |
| 50 m         | Silvia Di Pietro     | 25"47    | Elena Di Liddo       | 25"89    | Viola Scotto Di Carlo | 26"09    |
| 100 m        | Ilaria Bianchi       | 57"22    | Elena Di Liddo       | 57"48    | Giulia D'Innocenzo    | 57"78    |
| 200 m        | Ilaria Cusinato      | 2'06"09  | Alessia Polieri      | 2'07"20  | Federica Greco        | 2'08"85  |
| Misti        |                      |          |                      |          |                       |          |
| 100 m        | Costanza Cocconcelli | 59"24    | Anita Bottazzo       | 1'00"34  | Sonia Laquintana      | 1'00"50  |
| 200 m        | Costanza Cocconcelli | 2'07"12  | Sara Franceschi      | 2'07"38  | Ilaria Cusinato       | 2'08"00  |
| 400 m        | Sara Franceschi      | 4'32"74  | Anna Pirovano        | 4'33"02  | Giulia Vetrano        | 4'37"44  |